# Coos Bay, Oregon
Vịnh Coos hay Coos Bay là một thành phố nằm trong Quận Coos tiểu bang Oregon, Hoa Kỳ. Theo Điều tra Dân số Hoa Kỳ năm 2000, Coos Bay có tổng dân số là 15.374. Dân số ước lượng năm 2006 là 16.005 cư dân. Thành phố nằm ở cửa sông Coos trong Vịnh Coos trong Thái Bình Dương, và có ranh giới chung với thành phố lân cận là North Bend. Cả hai thành phố thường được xem như là một với tên gọi chung là thành phố Coos Bay-North Bend hay Vùng Vịnh.

## Địa lý
Coos Bay nằm ở vị trí 43°22'35" bắc, 124°14'14" tây (43.376456, -124.237102).1
Theo Cục Điều tra Dân số Hoa Kỳ, thành phố có tổng diện tích là 41,3 km² (15.9 mi²), trong đó 27,4 km² (10,6 mi²) là đất và 13,8 km² (5,3 mi²) là bộ phận nước hay  33.52% diện tích thành phố là nước.
Nhiệt độ tại Coos Bay và xung quanh có thể được diễn tả như là khi hậu ôn hòa tây duyên hải với nhiệt độ mùa đông từ 37-55 độ F (3-13 độ C) và 52-70 độ F (11-21 C) trong mùa hè. Gió nhẹ mát mẻ ngoài Thái Bình Dương làm điều hòa khi hậu thành phố quanh năm. Mưa nhiều trong mùa đông vì áp suất thấp ẩm ướt từ Thái Bình Dương đưa vào. Lượng mưa trung bình hàng năm là khoảng 64,2 inch (khoảng 1625 mm), nhưng tổng cộng trong tháng 7 và tháng 8 thì ít hơn 1 inch. Sương mù thường che phủ bờ biển; thông thường trong mùa hè vì độ nhiệt sai khác giữa Thái Bình Dương và đất liền ấm. Tuyết rơi trong thành phố ít hơn 5 ngày trong một năm, nhưng có thể rơi dày đặc trong vùng duyên hải gần đó. Cape Blanco gần đó là một trong những nơi có gió nhiều nhất trên quả đất, với sức gió giật khoảng 125 dặm Anh một giờ (200 km/h) hoặc dữ dội hơn trong các trận bão mùa đông.

## Cư dân nổi tiếng
- Steve Prefontaine (1951-1975), vận động viên chạy đường dài Thế Vận Hội

## Thông tin đại chúng

### Radio
KSBA 88.5 FM (đại học)
KSOR 89.1 FM (đại học)
KJCH 90.9 FM (Kitô Hữu)
WPCS 91.3 FM (Kitô Hữu)
KDCQ 92.9 FM (thương mãi)
KOOS 94.9 FM (thương mãi)
KSHR 97.3 FM (thương mãi)
KYTT 98.7 FM (Kitô Hữu)
KJMX 99.5 FM (thương mãi)
KVIP 102.1 FM (Kitô Hữu)
KYSJ 105.9 FM (thương mãi)
KACW 107.3 FM (thương mãi)
KWRO 630 AM (thương mãi)
KGRV 700 AM (Kitô Hữu)
KDUN 1030 AM (thương mãi)
KHSN 1230 AM (thương mãi)
KBBR 1340 AM (thương mãi)
KMHS 1420 AM (trung học)

### Truyền hình
KCBY (CBS)

KEZI (ABC)

### Báo chí
- Thế giới

## Thành phố kết nghĩa
Coos Bay có một thành phố kết nghĩa:
- Choshi, Nhật Bản